# هالتون (دائرة انتخابية في المملكة المتحدة)
هالتون (بالإنجليزية: Halton)‏ هي إحدى الدوائر الانتخابية في المملكة المتحدة الممثلة في مجلس العموم في برلمان المملكة المتحدة.
عضو البرلمان الذي يمثلها حالياً هو :Derek Twigg (Lab).